# Lillesand
Lillesand es un pueblo y municipio de la provincia de Agder en la región de Sørlandet, Noruega. A 1 de enero de 2018 tenía una población estimada de 10 871 habitantes.
Se encuentra ubicado al sur del país, junto a la costa del estrecho Skagerrak (mar del Norte).
En este pueblo está ambientada la novela El mundo de Sofía (1991) del escritor noruego Jostein Gaarder.

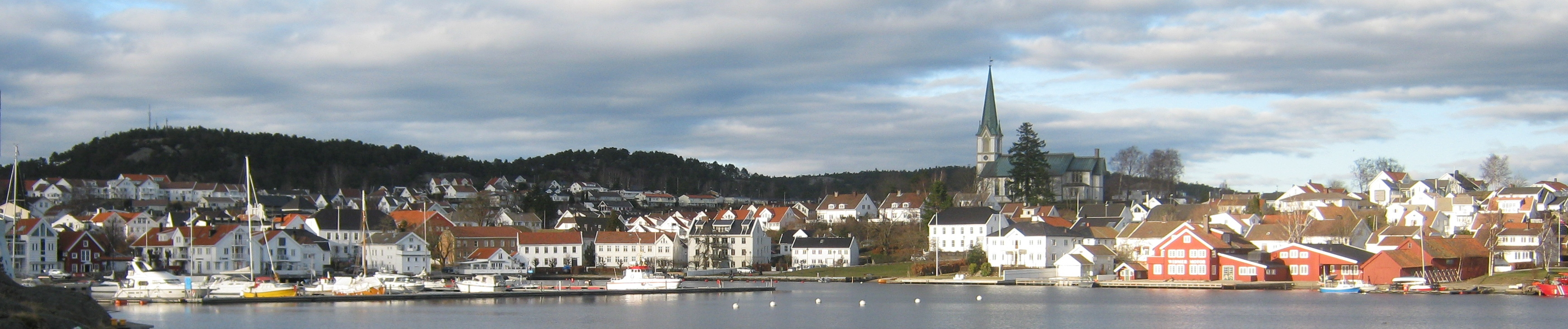
El puerto en el pueblo de Lillesand, que es el centro del municipio.